# Muzeul Vârstelor
Muzeul Vârstelor (numele complet Muzeul vârstelor - de la copilărie la senectute) este un muzeu antropologic din București. Muzeul e găzduit în Casa Filipescu-Cesianu de pe Calea Victoriei, operă din 1892 a arhitectului Leonida Negrescu, în apropiere de Piața Victoriei, la intersecția dintre Calea Victoriei și Strada Sevastopol.

## Descriere
Este primul proiect expozițional al unui muzeu cu profil de antropologie urbană din România, tema sa fiind evoluția raporturilor dintre generații în ultimii trei sute de ani, pentru mediul urban românesc, având Bucureștiul drept studiu de caz. Este o proiecție despre cum ar fi arătat o zi din viața noastră, din secolul al XVIII-lea până în prezent. Și mai ales, despre cum a evoluat această zi simbolică în istorie, cu fiecare generație. Colecția muzeului cuprinde haine, diverse exemple de arte decorative, mobilă, obiecte casnice, colecții de porțelanuri, sticlă și metale, lucruri care reflectă evoluția tehnologiei, muzicii de acasă, etc, prin ele fiind prezentată evoluția vieții cotidiene.
Muzeul e găzduit în Casa Filipescu-Cesianu de pe Calea Victoriei, în apropiere de Piața Victoriei, la intersecția dintre Calea Victoriei și Strada Sevastopol. Casa a fost reabilitată prin proiectul Consolidare, restaurare și conservare Casa Cesianu, prin Programul Operațional Regional 2007 – 2013, Axa Prioritară 5 – Dezvoltarea durabilă și promovarea turismului, Domeniul Major de Intervenție 5.1 – Restaurarea și valorificarea durabilă a patrimoniului cultural, precum și crearea/modernizarea infrastructurilor conexe. În această reședință au locuit câteva familii din aristocrația românească, precum Iancu Filipescu și Maria Ghica Filipescu. În 1892 Constantin Cesianu a extins această reședință aristocratică cu sprijinul arhitectului Leonida Negrescu. Cu acest prilej au fost realizate decorațiile exterioare și acoperișul imperial și a fost amenajat parcul reședinței. Aspectul Casei Filipescu-Cesianu, anterior anului 1892, e necunoscut, însă este evident că soluția propusă de arhitectul Leonida Negrescu modifică radical vechea înfățișare a casei.